# Wölfersheim
Wölfersheim je obec v německé spolkové zemi Hesensko, v zemském okrese Wetterau ve vládním obvodu Darmstadt. V 2015 zde žilo 9 907 obyvatel.

## Poloha města
Sousední obce jsou: Bad Nauheim, Echzell, Hungen, Münzenberg, Nidda, Reichelsheim, Rockenberg